# Hieracium mediiforme
Hieracium mediiforme es una especie de planta con flor del género Hieracium, de la familia Asteraceae, orden Asterales.

## Distribución
Hieracium mediiforme se distribuye por Suecia.

## Taxonomía
Fue descrita científicamente por (Malme) Dahlst.